# Baktalórántháza
Baktalórántháza is een plaats (város) en gemeente in het Hongaarse comitaat Szabolcs-Szatmár-Bereg. Baktalórántháza telt 4295 inwoners (2005).